# RD-117
RD-117(11D511)はケロシンと液体酸素を推進剤として使用するガス発生器サイクルの液体燃料ロケットエンジンである。RD-107の改良型であるRD-117はソユーズ-Uに使用される。

## 設計
エンジンはRD-107の改良型で全てロシア製の部品を使用する。

## 歴史
2001年以降RD-117を使用したロケットソユーズUが打ち上げられる。

## 仕様
- サイクル ガス発生器サイクル
- 推力 778.65 kN (79,400 kgf) 海面高度
- 推力 991.00 kN (101,054 kgf) 真空中
- 比推力 253秒 海面高度
- 比推力 316秒 真空中
- 燃焼時間 130秒
- 燃焼圧力 53.2 bar (5.32 MPa)
- 推進剤 液体酸素/ケロシン(灯油)
- 推力重量比 72.18[note 2]
- 直径 1.85 m (6 ft 1 in)
- 全高 2.87 m (9 ft 5 in)
- 重量 1,100 kg (2,400 lb)